# Hanggliding
Hanggliding er en form for svæveflyvning, hvor man bruger kroppens vægt til at styre med. Hanggliding er på dansk også kendt som drageflyvning.
Et dragefly er et vægtskiftestyret fly. Det vil sige, at piloten er ophængt i dragens tyngdepunkt. Ved at gribe fat i styrebøljen kan piloten flytte sin vægt frem, tilbage og til siderne – og dermed styre flyet. Dette skal ses som modsætning til et "almindeligt" fly, der er rorstyret, hvorved styringen foregår ved at man fysisk flytter rorklapper på vingerne og dermed ændrer vingernes aerodynamiske udformning.

## Udviklingen
Hangglideren stammer oprindeligt fra amerikanske forsøg på at styre en rumkapsel til at lande på et bestemt sted indenfor atmosfæren. Denne opfindelse tilskrives den Amerikanske NASA videnskabsmand Francis Rogallo.
Op gennem 1960'erne og 1970'erne blev drageflyvet gradvist videreudviklet. Australieren Bill Moyes og englænderen John Dickenson tilskrives den endelige udvikling fra NASAs prototyper til nutidens dragefly.
Man bør ikke flyve i dragefly konstrueret før midten af 1980'erne. Moderne dragefly er højtydende og avancerede flytyper, der er fuldt styrbare og sikre at flyve i. Danmarksrekorden i strækflyvning er imponerende 196,8 km fra drageflyvepladsen i Fasterholt til Keldsnor Fyr på Langeland. Rekorden blev sat den 23. maj 2004 af den danske konkurrencepilot Lars Bo Johansen.
Samtlige flytyper er typegodkendt efter mindst én af følgende standarder: HGMA (USA), DHV (Tyskland) eller BHPA (England).
Dragefly kan inddeles i følgende ydelsesklasser:
- Skolefly med enkeltsejl (Glidetal 7:1)
- Mellemstadievinger (Glidetal 10:1)
- Avancerede mellemstadievinger (Glidetal 13:1)
- "Topløse" konkurrencevinger (Glidetal 16:1)
- "Rigid wing" eller "Atos" (Glidetal 20:1)

Til sammenligning har et svævefly et glidetal mellem 25:1 og 60:1.
Begrebet "mellemstadie" henviser til pilotens færdigheder (begynder-, mellemstadie- og konkurrencepilot)

## Organisation og uddannelse
I Danmark er sporten organiseret af Dansk Hanggliding og Paragliding Union, der af Statens Luftfartsvæsen har overtaget kontrollen med uddannelse af instruktører og nye piloter.
Der kræves certifikat for at flyve dragefly. Uddannelse foregår efter SafePro principperne, der er godkendt af Fédération Aéronautique Internationale. Som tillæg til denne uddannelse skal kommende piloter gennemføre og bestå undervisning i fagene "Love og bestemmelser", "Meteorologi", "Aerodynamik" samt "Menneskelig ydeevne og begrænsning". Undervisning af disse fag afholdes af Dansk Svæveflyver Union, idet svæveflyvepiloter gennemgår samme fag i deres uddannelse.

## Startmetoder
Der er flere måder, hvorpå et dragefly kan komme i luften:
Skræntflyvning: Som navnet antyder foregår denne form for flyvning på udvalgte skrænter langs de danske kyster. Når det blæser mellem 7 – 12 meter i sekundet ind på skrænten pressen vinden lodret op i luften. Da dette løftebælte stiger hurtigere end dragen synker kan piloten holde sig flyvende lige så længe som vindstyrken og -retningen tillader det. Aktionsradiusen er begrænset til skæntens længde. Hvis piloten forlader løftebæltet taber dragen højde. Der flyves normalt i højder mellem 20 og 100 meter.
Optræksflyvning: (Strækflyvning) Et dragefly kan trækkes op i luften, som det kendes med Svævefly. Dette foregår på godkendte flyvepladser, der er ca. 1000 meter lange. Ved hjælp af et spil eller særligt indrettede optræksbiler trækkes dragen op i luften. En udgangshøjde på 400 meter er ikke ualmindelig. Herefter søger piloten efter varm luft, der stiger opad – kaldet termik. Erfarne piloter kan flyve i timevis og tilbagelægge afstande på over 100 km.
Bjergflyvning: Som navnet antyder kan et dragefly komme i luften ved at lette fra et bjerg. Dette finder af gode grunde ikke sted i Danmark, men mange piloter tager til udlandet for at dyrke denne form for flyvning.
Flyslæb: Det er muligt at trække et dragefly op ved hjælp af langsomtflyvende ultralette fly eller trikes. Denne startmetode er som udgangspunkt ikke tilladt i Danmark med mindre der indhentes særlig tilladelse fra Statens Luftfartsvæsen. Denne startmetode er dog hyppigt anvendt andre steder i verden.
Motor: Med en "Mosquito" kan man starte fra en plan mark. Mosquito'en er en motor med bagudrettet propel der er integreret i seletøjet, så propellen skubber en fremad. Motoren er typisk en mindre 2-takts motor, men elektriske løsninger også tilgængelige.